# Wolfgang Menzel
Pour les articles homonymes, voir Menzel (homonymie).
Wolfgang Menzel, né le 21 juin 1798 à Waldenburg en province de Silésie et mort le 23 avril 1873 à Stuttgart, est un critique littéraire, écrivain et une personnalité politique allemande. Nationaliste et réactionnaire après la révolution allemande de 1848, il fut l'un des principaux adversaires de la Jeune-Allemagne.

## Biographie
Wolfgang Menzel, fils de médecin participe aux guerres contre Napoléon. En 1817, il passe son baccalauréat à Breslau. De 1818 à 1820, il étudie l'histoire, la philosophie et la littérature aux universités d'Iéna et de Bonn. Pendant ses études, il devient membre de l'Urburschenschaft en 1818/19 et est cofondateur de l'Alte Bonner Burschenschaft en 1819. Il est un ami de Karl Ludwig Sand et de Heinrich Heine. En 1820, Wolfgang Menzel s'enfuit en Suisse car il est poursuivi pour ses activités au sein du mouvement de la Burschenschaft. De 1820 à 1824, il est enseignant à Aarau et part pour Heidelberg en 1824.
À partir de 1825, il est rédacteur du Literatur-Blattes zu Cottas Morgenblatt für gebildete Stände (de) à Stuttgart. En automne 1835, il y lance une campagne de recensions, entre autres contre Karl Gutzkow, qu'il avait fait venir à Stuttgart en 1831 en tant que collaborateur et qui s'était entre-temps distancié de lui. Ce sont surtout ses reproches agressifs de nature morale, religieuse et nationaliste qui contribuent de manière décisive à une intervention dans la vie littéraire, dévastatrice pour l'histoire de la littérature allemande : l'interdiction de la Jeune-Allemagne, devenue ainsi seulement une "école".
Son œuvre la plus importante est son Histoire de la littérature, parue en deux volumes en 1828, puis remaniée en 1836 dans une deuxième édition augmentée en quatre volumes. La première édition eut, entre autres, une influence majeure sur le jeune Karl Gutzkow, dont Menzel est le mentor de 1830 à 1834.
Wolfgang Menzel, qui est extraordinairement combatif et a une forte opinion, est considéré, tout comme son critique Ludwig Börne, comme l'un des adversaires les plus virulents de Goethe du Vormärz. Le libéralisme originel de Menzel se transforme avec le temps en un nationalisme d'orientation ethnique.
De 1833 à 1838 et de 1848 à 1849, Menzel est membre du parlement de Wurtemberg (de).